# باد هاغزبورغ
باد هاغزبورغ (بالألمانية:Bad Harzburg) هي مدينة تقع بجنوب ولاية ساكسونيا السفلى الألمانية. يبلغ عدد سكانها حوالي 22,462 نسمة ( ديسمبر 2006). باد هاغزبورغ هي أيضا محطة إستشفائية معروفة نظرا لمياهها المعدنية.

## توأمة
لباد هاغزبورغ اتفاقيات توأمة مع كل من:
- إلسنبورغ
- فيلهلمسهافن (1988 - )
- Szklarska Poręba [الإنجليزية]‏
- Port-Louis, Morbihan [الإنجليزية]‏

## أعلام
- إريك مولر
- أوتو الرابع
- لارس فوكس
- فالديمار كوش
- ستيفان ميسنر